# Jack Lambert (acteur britannique)
Pour les articles homonymes, voir Jack Lambert et Lambert.
Ne pas confondre avec l'acteur américain Jack Lambert (1920-2002).
Jack Lambert est un acteur britannique, né à Ardrossan (Écosse, Royaume-Uni) le 29 décembre 1899, mort à Wandsworth (Angleterre, Royaume-Uni) le 28 février 1976.

## Biographie
Jack Lambert débute au théâtre dans les années 1920, au Royaume-Uni, et se produit notamment à Glasgow et Londres. Il joue également aux États-Unis, à Broadway (New York), dans trois pièces et une revue, la première fois en 1928, la dernière en 1942.
Au cinéma, de 1931 à 1972, il apparaît principalement dans des films britanniques, mais aussi dans quelques films américains.
À la télévision, il participe à de nombreuses séries, entre 1951 et 1975, ainsi qu'à cinq téléfilms pour le support naissant, de 1937 à 1939, avant un dernier téléfilm en 1957.

## Filmographie partielle

### Au cinéma
- 1931 : A Honeymoon Adventure de Maurice Elvey
- 1934 : Red Ensign de Michael Powell
- 1935 : Fantôme à vendre (The Ghost goes West) de René Clair
- 1939 : Les Quatre Plumes blanches (The Four Feathers) de Zoltan Korda
- 1939 : Au revoir Mr. Chips (Goodbye Mr. Chips) de Sam Wood
- 1939 : L'Espion noir (The Spy in Black) de Michael Powell
- 1940 : The Spider de Maurice Elvey
- 1944 : Nine Men d'Harry Watt
- 1946 : J'étais un prisonnier ou Cœur captif (The Captive Heart) de Basil Dearden
- 1947 : À cor et à cri (Hue and Cry) de Charles Crichton
- 1949 : La Dernière Barricade (Eureka Stockade) d'Harry Watt
- 1952 : The Great Game de Maurice Elvey
- 1952 : Rapt (Hunted) de Charles Crichton
- 1953 : Le Vagabond des mers (The Master of Ballantrae) de William Keighley
- 1953 : The Candlelight Murder de Ken Hughes
- 1954 : The Sea shall not have them de Lewis Gilbert
- 1955 : L'Armure noire (The Dark Avenger) d'Henry Levin
- 1955 : Out of the Clouds de Basil Dearden
- 1955 : Les Trafiquants de la channel (Cross Channel) de R. G. Springsteen
- 1955 : Les Quatre Plumes blanches (Storm over the Nile) de Zoltan Korda et Terence Young
- 1956 : La Page arrachée (Lost) de Guy Green
- 1956 : Vainqueur du ciel (Reach for the Sky) de Lewis Gilbert
- 1956 : The Last Man to Hang? de Terence Fisher
- 1957 : La Petite Hutte (The Little Hut) de Mark Robson
- 1958 : Robin des Bois don juan (The Son of Robin Hood) de George Sherman
- 1959 : The Bridal Path de Frank Launder
- 1961 : François d'Assise (Francis of Assisi) de Michael Curtiz
- 1964 : Quand l'inspecteur s'emmêle (A Shot in the Dark) de Blake Edwards
- 1966 : Dracula, prince des ténèbres (Dracula : Prince of Darkness) de Terence Fisher
- 1967 : They Came from Beyond Space de Freddie Francis
- 1971 : Kidnapped de Delbert Mann

### À la télévision (séries)
- 1958 : Ivanhoé (Ivanhoe), Saison 1, épisode 1 La Libération des serfs (Freeing the Serfs)
- 1958 : Robin des Bois (The Adventures of Robin Hood), Saison 3, épisode 20 Too Many Robins de Robert Day
- 1959 : L'Homme invisible (Invisible Man), Saison 1, épisode 15 La Cellule du condamné (Death Cell)
- 1960 : Ici Interpol (Interpol calling), Saison 2, épisode 6 In the Swim
- 1964 : Le Saint (The Saint), saison 2 épisode 16 ,  On a trouvé du pétrole (The Wonderful War)
- 1965 : Première série de Chapeau melon et bottes de cuir (The Avengers), Saison 4, épisode 5 Le Fantôme du château De'Ath (Castle De'ath) de James Hill

## Théâtre (sélection)
Pièces, sauf mention contraire
- 1927 : Herminston, le juge pendeur (Weir of Herminston), d'après le roman éponyme inachevé de Robert Louis Stevenson, adapté par A.W. Yuill (à Saltcoats)
- 1928 : The Old Lady shows her Medals de J. M. Barrie (à Broadway)
- 1936-1937 : Retreat for Polly d'Amy Kennedy Gould (à Londres)
- 1937-1938 : The Innocent Party d'H.M. Harwood, avec Basil Radford (à Londres)
- 1939 : Behold the Bride de Jacques Deval (à Londres — avec Luise Rainer — et à Glasgow)
- 1940 : Blind Alley de James Warwick (à Broadway)
- 1942 : Johnny 2 X 4 de Rowland Brown, avec Isabel Jewell, Barry Sullivan (à Broadway)
- 1942 : Count Me In, revue, musique et lyrics d'Ann Ronell, livret de Walter Kerr et Leo Brady, orchestrations de Robert Russell Bennett, costumes d'Irene Sharaff, avec Charles Butterworth, Jean Arthur, Robert Shaw, Gower Champion (à Broadway)
- 1949-1950 : Murder at the Vicurage, d'après le roman L'Affaire Protheroe (The Murder at the Vicurage) d'Agatha Christie, adapté par Moie Charles et Barbara Toy (à Londres)
- 1959-1960 : A Lodging for a Bride de Patrick Kirwan, avec Robert Shaw (à Bristol)
- 1961-1962 : Doctor at Sea de Ted Willis, d'après un roman de Richard Gordon (à Stratford-upon-Avon)